# کانادا در المپیک تابستانی ۱۹۶۸
کانادا در بازی‌های المپیک تابستانی ۱۹۶۸ که در شهر مکزیکو سیتی برگزار شد، کاروان کانادا با ۱۳۸ ورزشکار در این رقابت‌ها شرکت کرد و موفق به کسب ۵ مدال (۱ طلا، ۳ نقره، ۱ برنز) شد. در جدول رتبه‌بندی توزیع مدال‌ها، کانادا در ردهٔ ۲۳ مسابقات قرار گرفت.